# Santuario de Olimpia

Plano de Olimpia: 1: Propileo noreste 2: Pritaneo 3: Filipeo 4: Templo de Hera 5: Pelopio 6: Ninfeo de Herodes Ático 7: Metroo 8: Zanes 9: Paso subterráneo de acceso al estadio 10: Estadio 11: Pórtico del Eco 12: Monumento de Ptolomeo II y Arsínoe 13: Estoa de Hestia 14: Edificio helenístico 15: Templo de Zeus 16: Altar de Zeus 17: Exvoto de los aqueos 18: Exvoto de Micito 19: Pedestal de la Victoria de Peonio 20: Gimnasio 21: Palestra 22: Teecoleón 23: Heroon 24: Taller de Fidias y basílica paleocristiana 25: Baños del Cládeo 26: Baños griegos 27: Hostal 28: Hostal 29: Leonideo 30: Baños del sur 31: Buleuterio 32: Estoa Sur 33: Villa de Nerón.

Olimpia fue en la Antigüedad el recinto de un santuario ofrecido al dios Zeus. Fue así mismo el antiguo emplazamiento de los Juegos Olímpicos, celebrados cada cuatro años.
En la península griega del Peloponeso, al noroeste, en la región llamada Élide, existe un valle formado por el río Alfeo. El santuario se encontraba allí, en un paisaje en que conviven las colinas con las llanuras, en un marco totalmente diferente del de Delfos; en Olimpia el lugar es tranquilo y relajante, con el frescor cercano del río, lejos de la sequedad de los quebrados del monte Parnaso que ampara el oráculo de Delfos. Olimpia está situada en un terreno llano al pie de la colina que se cree pertenecía al titán Crono.

## Elementos que componían el santuario

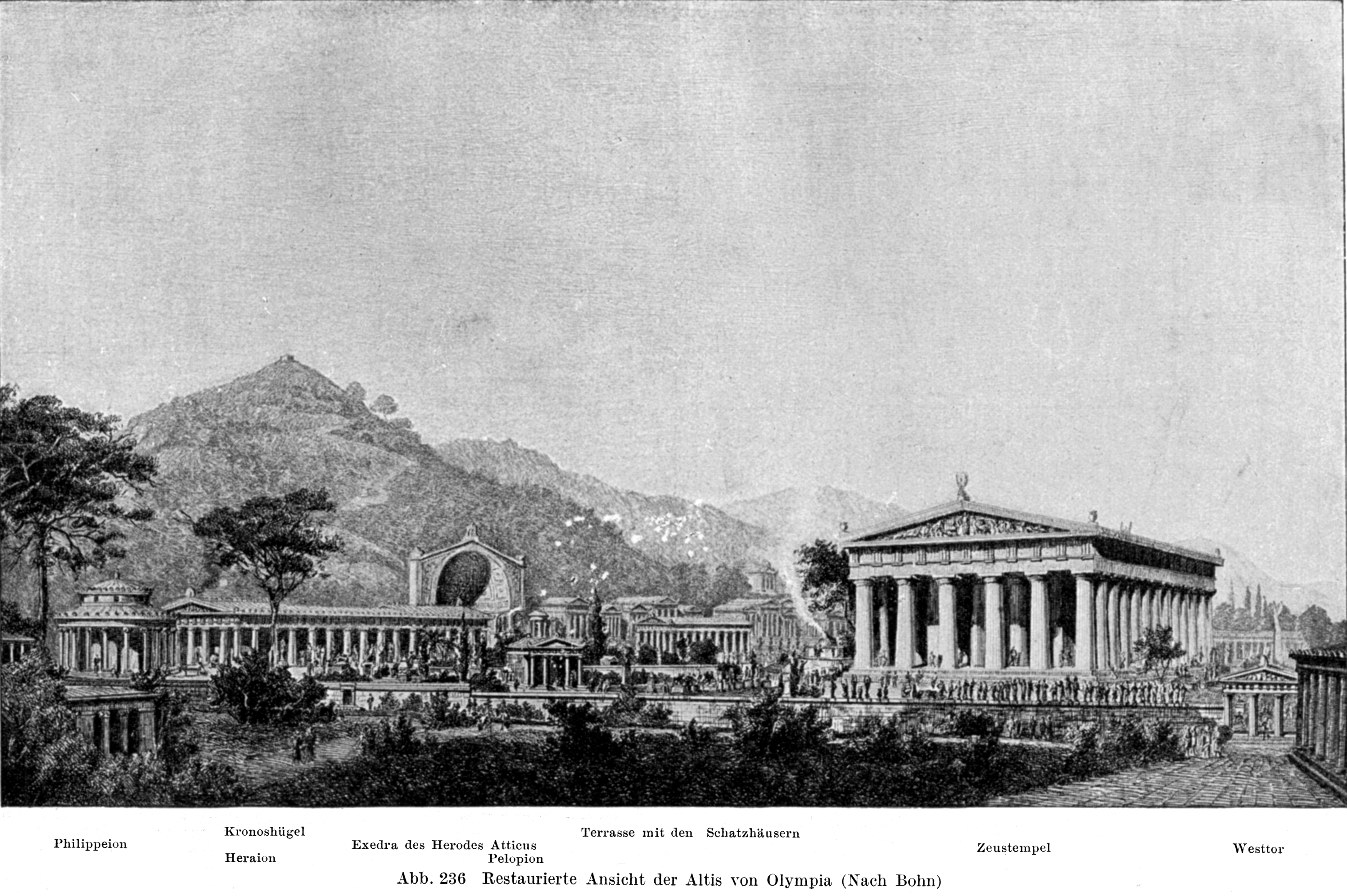
Reconstrucción hipotética de los edificios que se ubicaban en el Altis.

Las construcciones del recinto sagrado de Olimpia se conocen gracias a las excavaciones arqueológicas y al texto escrito por el gran turista de la antigüedad, Pausanias (siglo II de nuestra era), que visitó la zona en el año 173. El recinto es un cuadrado de casi 200 metros de lado.
En su origen el lugar estuvo consagrado a las diosas Hera y Cibeles que tenían sus templos en la zona norte, la más sagrada, llamada Altis o bosque sagrado. A esta zona se accedía a través de una puerta monumental situada al noroeste o por otra ubicada en el sur, y estaba rodeada por un períbolo. En la parte oriental de este períbolo se construyó hacia el año 350 a. C. el llamado «Pórtico Pecile» o «del Eco». El templo de Hera es de finales del siglo VII a. C. Más tarde, en el siglo V a. C. se construyó y se consagró el templo a Zeus, en el reducto sur del Altis. Crono está presente en la colina que lleva su nombre y con él se establece un lazo de unión con los dioses más antiguos prehelénicos del pueblo pelasgo, del cual se tiene muy poca información.

### Altares
El principal altar del santuario era el de Zeus Olímpico, que se encontraba casi en el centro. Se dice que estaba hecho con las cenizas de las víctimas ofrecidas al dios. Pausanias enumera otros muchos altares que había en Olimpia, donde se rendía culto a Hestia, Artemisa, Atenea, Ergane, el río Alfeo, Hefesto, el dáctilo Heracles, sus otros hermanos dáctilos, Hera, Apolo, Hermes, Homonoia, la Madre de los dioses, Cero, las Despenas (Deméter y Perséfone) Gea, Temis, Dioniso, las Cárites, las musas, las ninfas, Afrodita, las Horas, Poseidón, las Moiras, los Dioscuros, Ares, la Buena Tique, Pan y el río Cládeo. También había un altar común a todos los dioses y otro a los llamados dioses desconocidos. Incluso había varios altares de algunas de estas divinidades, distinguidos por sus diferentes advocaciones, como eran los casos de Zeus, Apolo, Artemisa y las ninfas, entre otros. Los eleos realizaban sacrificios a cada uno de estos altares una vez al mes. En estos sacrificios quemaban incienso y granos de trigos mezclados con miel. Sobre esto ponían ramas de olivo y hacían libaciones con vino. También cantaban himnos.

### Pritaneo
El pritaneo era el edificio de la sede administrativa del santuario, ubicado en la esquina noroeste del Altis, junto a la entrada. Fue construido a fines del siglo VI o principios del siglo V a. C. Dentro de él había un hogar donde, según Pausanias, ardía el fuego noche y día, sin cesar. Desde este lugar se llevaba la ceniza que, empapada con agua del río Alfeo, cubría el altar de Zeus Olímpico y aumentaba su volumen.

### Templo de Hera

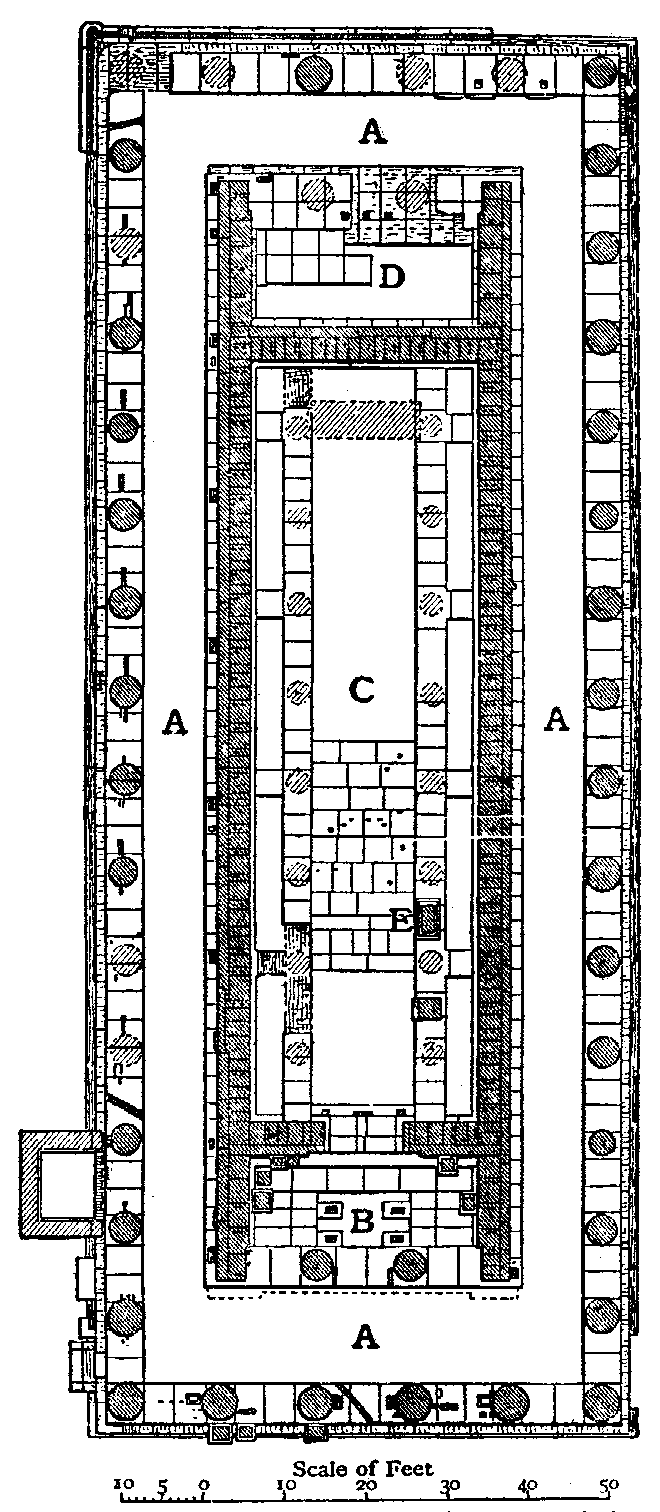
Plano del templo de Hera.

El templo de Hera fue construido aproximadamente en el año 600 a. C. Se trata de un templo hexástilo, con seis columnas en la fachada y dieciséis en los lados, además de dos hileras de columnas interiores. El pórtico exterior fue construido originalmente de madera pero esa estructura acabó siendo sustituida por columnas de piedra. En el opistódomo del templo se hallaba el denominado «Cofre de Cípselo», una excepcional obra artística de la escuela corintia, que no se ha conservado.

### Metroo
El Metroo era un pequeño templo de estilo dórico construido a principios del siglo IV a. C. que originalmente estaba dedicado a la Madre de los dioses (Rea o Cibeles) y posteriormente fue un lugar de adoración de los emperadores romanos. Está situado junto a la terraza de los Tesoros. Es probable que en ese mismo lugar desde tiempos prehistóricos se rindiera culto a Gea y a Ilitía.

### Los tesoros
Dominando el templo de Hera se encontraba la terraza de los tesoros: se trata de doce pequeñas capillas donde se depositaban las ofrendas a los dioses y los exvotos, construidos entre los siglos VI y V a. C. por las ciudades de Sición, Siracusa, Epidamno, Cirene, Síbaris, Bizancio, Selinunte, Metaponto, Mégara y Gela, aunque uno de estos pequeños edificios es identificado por algunos estudiosos como el altar de Gea.

### Templo de Zeus y estatua

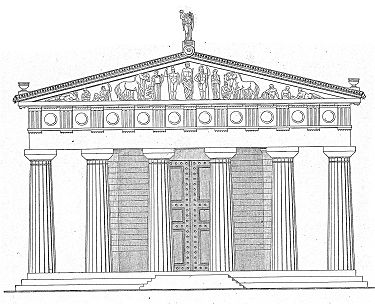
Reconstrucción de una de las fachadas del Templo de Zeus en Olimpia.

El templo de Zeus fue erigido por los eleos entre los años 468 a. C. y 457 a. C., en orden dórico en la parte sur del Altis. Era de grandes dimensiones por lo que dominaba el santuario aunque no estaba construido en alto sino al mismo nivel que los demás edificios. Las doce metopas esculpidas representaban escenas de los doce trabajos de Heracles. En el templo se encendía la llama olímpica de los juegos.
Dentro del edificio se encontraba la cella que guardaba la estatua de Zeus, obra de Fidias, hecha en marfil y oro (técnica crisoelefantina). Esta estatua medía aproximadamente 12 metros de altura. Representaba al dios sentado y en su mano izquierda portaba el cetro. Fidias comenzó a trabajar en ella alrededor del año 440 a. C. El geógrafo griego Estrabón escribió sobre ella y cuenta que casi rozaba el techo del templo y que daba la sensación de que este se rompería si al dios se le ocurría levantarse. Los antiguos incluyeron esta obra entre las siete maravillas del mundo.
En la parte posterior del templo de Zeus creció un olivo salvaje cuyas ramas fueron utilizadas para confeccionar las guirnaldas de los ganadores en las pruebas olímpicas. Según la leyenda el árbol había sido traído por Heracles desde el país de los Hiperbóreos.

### Pelopio
El Pelopio era un monumento funerario situado entre los templos de Zeus y de Hera donde se rendía culto al héroe Pélope, al que se ofrecía cada año un carnero negro como sacrificio. Los restos más antiguos hallados en este lugar pertenecen a una tumba fechada hacia el 2500 a. C. Posteriormente, en los periodos arcaico y clásico adquirió forma poligonal y se añadió un propileo dórico.

### Ninfeo
El Ninfeo fue construido por Herodes Ático hacia el año 160. Se trataba de una gran fuente monumental de mármol decorada con estatuas. Estaba ubicada entre el templo de Hera y la terraza de los tesoros.

### Filipeo

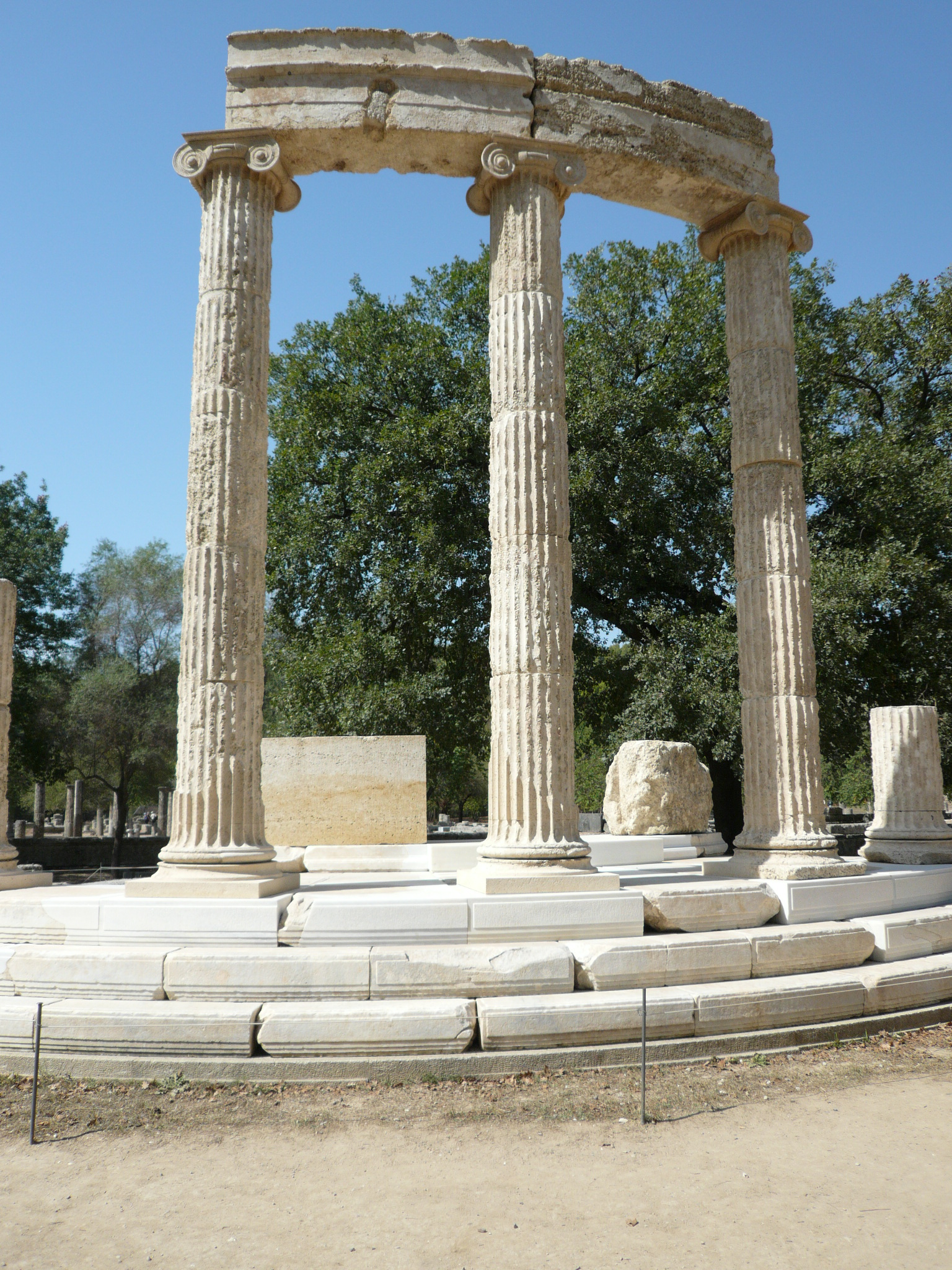
Restos del Filipeo.

En el siglo IV a. C., Filipo II de Macedonia mandó construir un templo jónico circular en el Altis, al oeste del templo de Hera, llamado Filipeo. Allí colocó las estatuas de sus padres, la de su esposa Olimpia, la de su hijo Alejandro y la suya. Todos estaban aún vivos, pero de esta manera podían situarse junto con los dioses.

### Zanes y otras estatuas
Los Zanes eran una serie de estatuas de Zeus que se encontraban al pie de la terraza de los tesoros. Estas estatuas habían sido hechas con el dinero recaudado por las multas que se aplicaba a algunos atletas que habían cometido faltas. Se han conservado los basamentos de 16 de ellas.
Además de los Zanes, hubo en todo el recinto del Altis un gran número de estatuas de divinidades y de vencedores de pruebas en los Juegos Olímpicos, pero la mayoría de estas estatuas desaparecieron en saqueos que tuvieron lugar durante la Antigüedad.

### Edificios ubicados fuera del Altis
El Buleuterio era la sede donde se reunía el consejo, cuyos miembros se encargaban de la organización de los juegos, así como de dirimir los conflictos y las quejas que surgían a veces durante su desarrollo. Fue construido en el siglo VI a. C. en la parte sur, fuera del recinto del Altis. Al sur del buleuterio se construyó una estoa a mediados del siglo IV a. C.
El Teecoleón era un edificio que tenía una función de residencia para los sacerdotes y el resto del personal que servía permanentemente en el santuario. Fue construido en el siglo V a. C. pero tiene también elementos de épocas posteriores.
Fidias tenía su propio taller junto al Teecoleón. Las excavaciones arqueológicas han sacado a la luz una gran cantidad de herramientas. En época de Pausanias en este lugar había un altar dedicado a todos los dioses y más tarde, en el siglo V, se construyó una basílica paleocristiana.
Al oeste del taller de Fidias, en época romana, hacia el 170 a. C. se construyeron dos edificios que sirvieron como hostales para el alojamiento de los visitantes.
Al sur del Pórtico del Eco se hallan los restos del llamado «edificio sureste» que parece ser que inicialmente era el recinto sagrado de una divinidad, quizá de Hestia. En este lugar posteriormente se edificó la residencia de Nerón.
Otros edificios de Olimpia eran el estadio, la palestra, el hipódromo y el gimnasio. También había un edificio residencial para los huéspedes más importantes llamado Leonideo, que fue construido hacia el año 330 a. C. aunque luego fue reconstruido en época romana. Se conservan algunos restos de edificios de baños públicos griegos  y romanos: uno al sur, junto al Leonideo, otro junto al río Cládeo  y otro al norte, cerca del monte Cronio. Todos estos edificios se encontraban situados también fuera del Altis.

## La leyenda
Pausanias ofrece varias versiones sobre la presencia de Zeus en el santuario. Cuenta que Rea, la madre de Zeus, al dar a luz en una cueva situada en el monte Ida en la isla de Creta confió el niño a los dáctilos o curetes, que eran los sacerdotes del monte Ida. Estos sacerdotes eran cinco hermanos: Heracles, Peoneo, Epimedes, Yasión e Idas.
Fue el primogénito, Heracles, quien propuso a los demás hacer una carrera en honor de Zeus niño, y otorgar al vencedor una corona de olivo. De esta manera, Heracles instituyó lo que en el futuro serían los Juegos Olímpicos, que se celebrarían cada cuatro años a partir del 776 a. C. Tras pasar la infancia en este lugar, los propios curetes trasladaron al niño a Olimpia. Otra tradición decía que el propio Zeus había instaurado los juegos debido a que era allí donde había luchado contra su padre Crono.

## Un oráculo en Olimpia
Según Pausanias, en Olimpia había un primitivo oráculo de Gea. Píndaro relata la leyenda del establecimiento allí de un oráculo fundado por Yamo. Por otra parte, Estrabón también indica que Olimpia adquirió su celebridad por la presencia de un oráculo, en este caso de Zeus, pero añade que en un momento dado este oráculo dejó de funcionar.

## Excavaciones

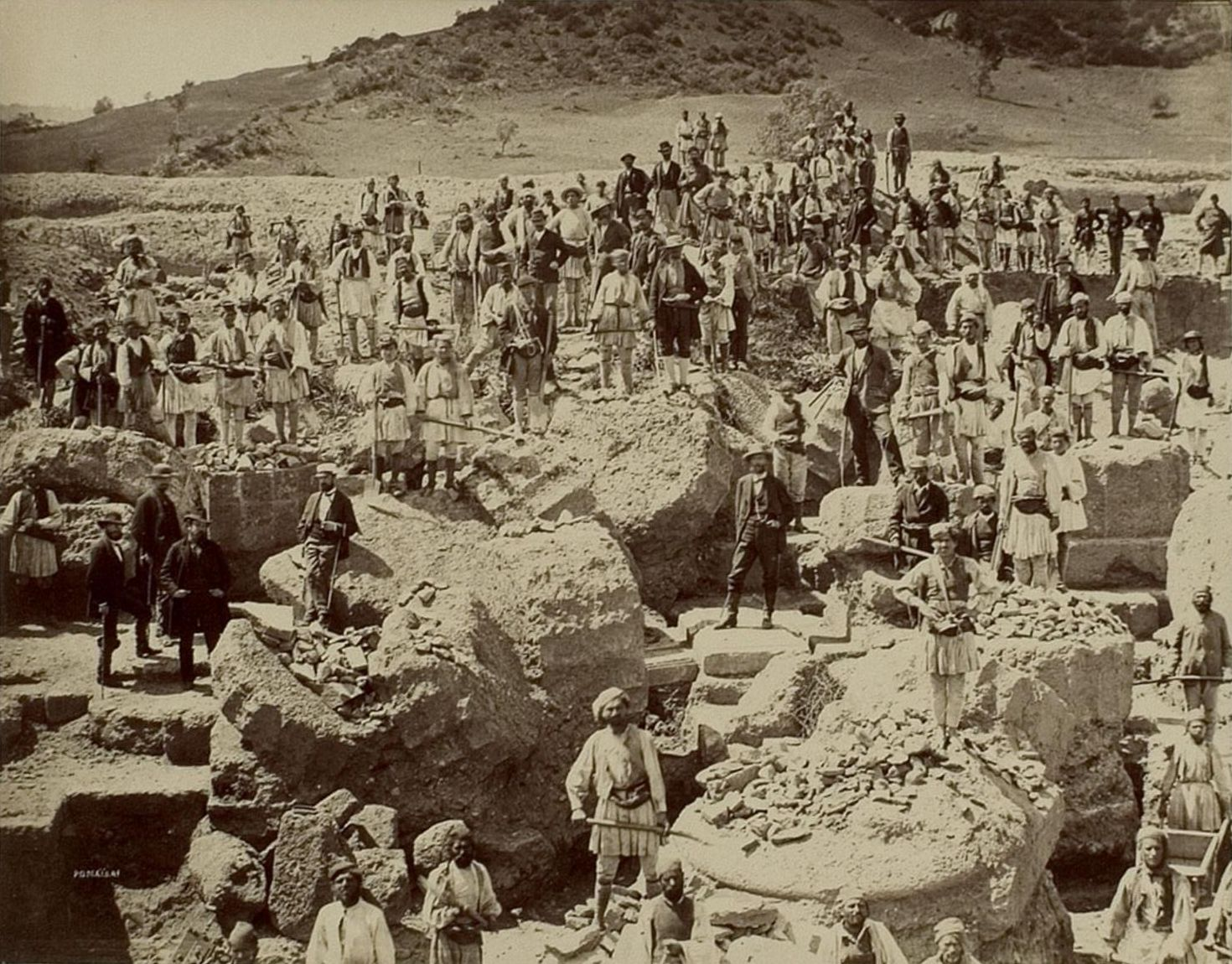
Trabajadores durante las excavaciones en el templo de Zeus de Olimpia en 1875-76.

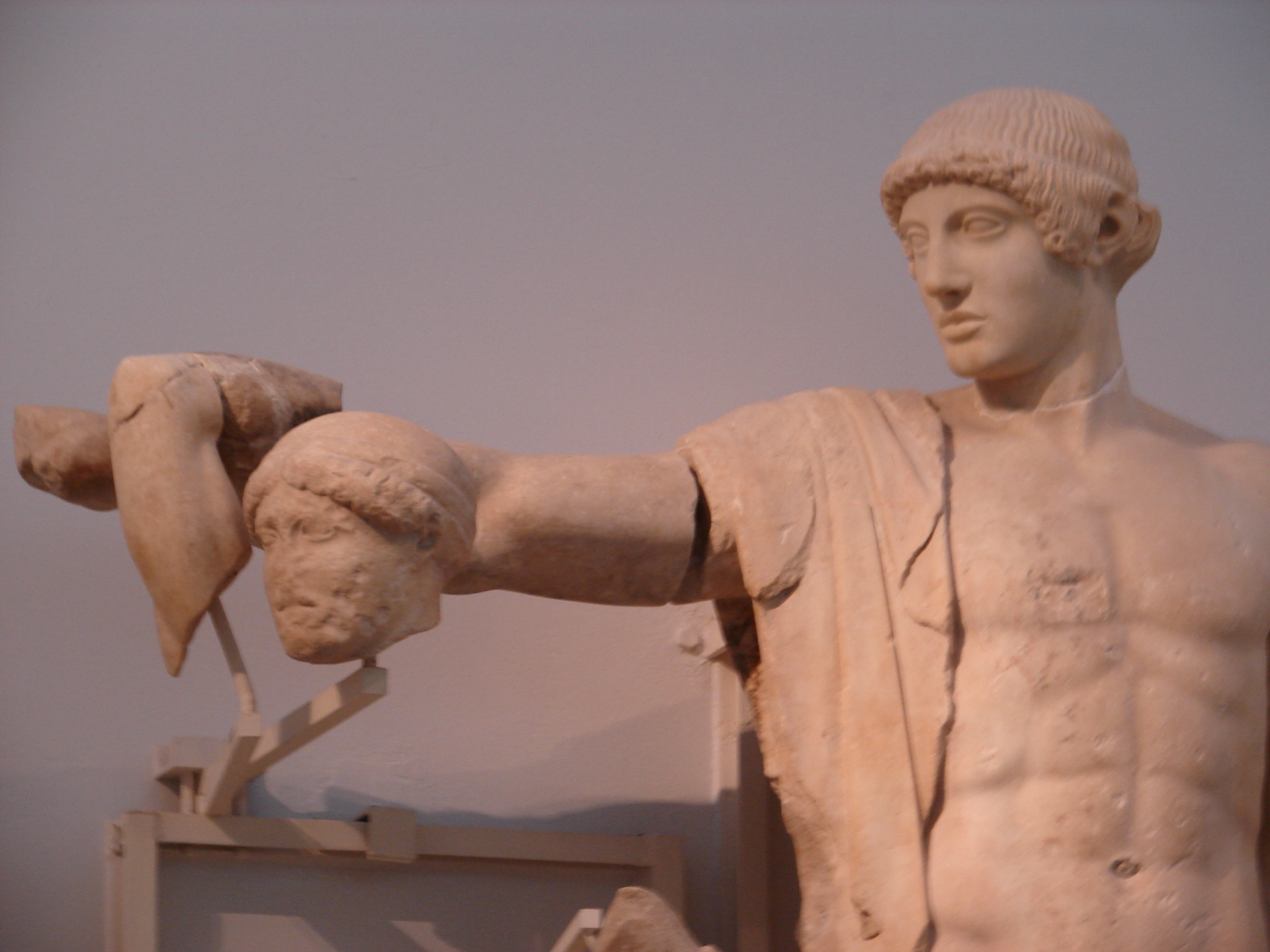
Estatua de Apolo, que estaba ubicada en el frontón occidental del templo de Zeus. Se conserva en el Museo Arqueológico de Olimpia.

Los primeros en excavar los yacimientos de Olimpia fueron los arqueólogos franceses en el año 1820. Más tarde entre 1875 y 1881 llegó una expedición alemana, dirigida por Ernst Curtius y Johann Friedrich Adler, que sacaron a la luz importantes restos de los principales templos del santuario además de multitud de piezas menores de materiales como el bronce y la terracota. Esta excavación también se distinguió por el alto nivel de documentación de los hallazgos. Siguieron los trabajos en los años 1936, 1952, 1960 y 1961. Entre los restos encontrados más sobresalientes están la estatua de mármol del dios mensajero Hermes con el niño Dioniso, obra del escultor griego Praxíteles (c. 390-330 a. C.), la Victoria de Peonio y las esculturas de los frontones del templo de Zeus. Otro hallazgo curioso fue el taller donde trabajaba el escultor Fidias, además de una serie de herramientas del artista. La mayoría de los hallazgos se exponen en el Museo Arqueológico de Olimpia, que fue expresamente diseñado tras las excavaciones de 1875 para alojar los restos.